# Meunasah Pante (Beutong)
Meunasah Pante is een bestuurslaag in het regentschap Nagan Raya van de provincie Atjeh, Indonesië. Meunasah Pante telt 676 inwoners (volkstelling 2010).